# イヴァン4世
イヴァン4世（Иван IV Васильевич / Ivan IV Vasil'evich、1530年8月25日-1584年3月18日 / グレゴリオ暦3月28日）は、モスクワ大公（在位1533年 - 1547年）、モスクワ・ロシアの初代ツァーリ（在位1547年 - 1574年、1576年 - 1584年）。イヴァン雷帝（Иван Грозный / Ivan Groznyi）という異称でも知られる。当時の表記はヨアン4世またはイオアン4世（Иоан IV / Ioan IV）、しかし当時発行された貨幣には、 Иван 又は Iван と表記された。ヴァシーリー3世の長男、母はエレナ・グリンスカヤ。後のソビエト連邦で最高指導者となるヨシフ・スターリンにも影響を与えた。

## 主な事績
対外的には、東方へ領土を拡大してアストラハン・ハン国とカザン・ハン国をモスクワ国家に組み入れ、治世末期にはシビル・ハン国の征服事業も成功裡に進んでいた。しかし、西部国境で長年にわたって続けられたリヴォニア戦争は完全な失敗に終わり、国内を激しく疲弊させる結果となった。内政面では、16世紀ヨーロッパにおける絶対君主制の発展の中で、ツァーリズムと呼ばれるロシア型の専制政治を志向し、大貴族の専横を抑えることに精力を傾注した。1547年に「全ルーシのツァーリ」の公称を開始。行政・軍事の積極的な改革や、大貴族を排除した官僚による政治を試みた反面、強引な圧政や大規模な粛清、恐怖政治というマイナス面も生じたため、全土にわたって経済は低迷し、耕作地の放置が相次いだ。それを防ぐために、農民が土地から離れることを禁じた「禁止年実施令」は、農民の領主への依存を強め、農奴制の下地となった。結果的に大貴族層は権力を保持し、イヴァン4世亡き後のツァーリ権力の弱体化に乗じ、ロマノフ朝の成立までモスクワ国家を実質的に支配することになる。

## 生涯

### 親政以前

#### 出自

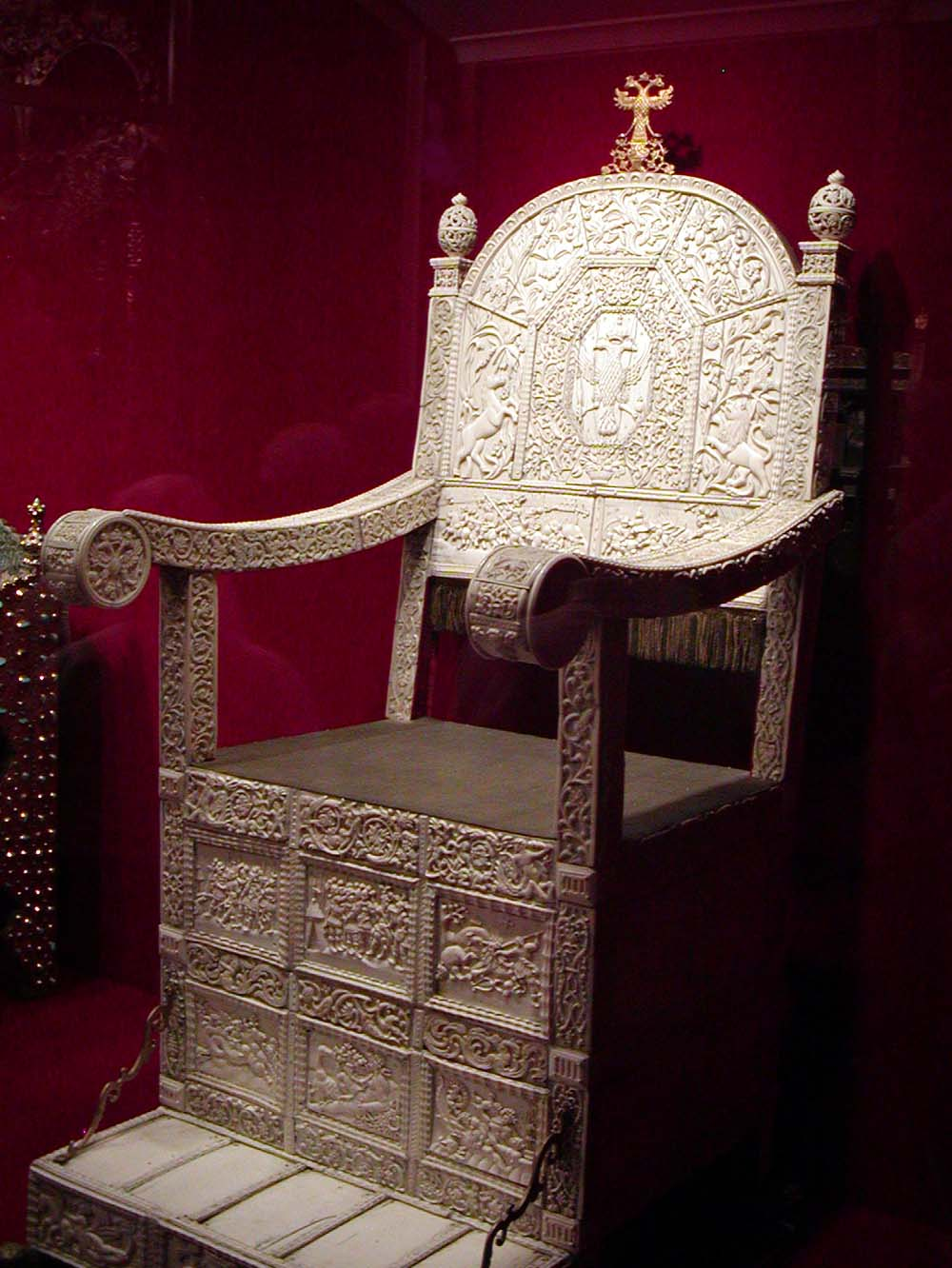
象牙製のイヴァン4世の玉座

1530年8月25日、イヴァン4世はクレムリンのテレムノイ宮殿で生まれた。長く後継者のいなかったヴァシーリー3世にとっては待望の嫡男だったが、1525年に正教会の猛反対を押し切って不妊の先妻を追放し、イヴァン4世の母エレナを妻に迎えていることから、イェルサレム総主教はこの結婚を「邪悪な息子をもつだろう」と呪ったとされる。なお、エレナは1380年のクリコヴォの戦いでドミートリー・ドンスコイに敗れたジョチ・ウルスの有力者、ママイの子孫と言われており、イヴァン4世はクリコヴォの戦いにおける勝者と敗者双方の血を引くことになる。

#### モスクワ大公位の継承

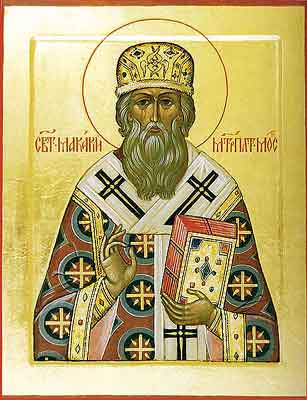
モスクワ府主教マカリオス

1533年12月、ヴァシーリー3世の死去により、イヴァン4世は3歳で大公に即位する。その後見には、まずシュイスキー公を中心とする貴族会議が、次いで母后エレナがオフチーニン＝テーレプニェフ＝オボレンスキー公の援助を受けて、摂政として政務を執行した。エレナの政府は全国レベルでの単一通貨（モスクワ・ルーブル）の導入、辺境防衛の強化など精力的に政治に取り組み、隣国リトアニア大公国との国境紛争にも勝利した。また大公位を狙うイヴァン4世の二人の叔父、ドミトロフ公ユーリーとスターリツァ公アンドレイを失脚させ、母方のグリンスキー家が実権を掌握した。しかし1538年にエレナが死去すると、シュイスキー家とベルスキー家の人々に政権を奪取され、8歳のイヴァン4世の存在は無視されるようになった。またこの貴族同士の権力争いによってロシア正教会モスクワ府主教のイオシフが廃位されると、代わってイヴァン4世の教育係でもあるマカリオスが府主教に叙任された。この時期、教会の権威は貴族勢力に左右されるまでに弱体化しており、マカリオスは教会の権威を高めるため、それに代わる強大な保護者を必要としていた。そのため、イヴァン4世には大公としてよりも「神に選ばれたツァーリ」としての教育が施された。聡明なイヴァン4世はよく学び、ダビデ王から始まり東ローマ帝国に続く「聖なる歴史」に親しむとともに、信仰心篤い青年へと成長する。しかしその一方で、鳥獣を虐殺したり、貴族の子弟と共に市内で暴れまわるなどの二面性を見せた。また13歳の頃には大公としての権限を行使し、かつて自らの廷臣を排除した摂政の一人、名門貴族のアンドレイ・シュイスキーを処刑している。

### 統治(前期)

#### 戴冠
1547年1月16日、それまで国政では無視されていたイヴァン4世が、史上初めて「ツァーリ」として戴冠した。ツァーリの称号自体はイヴァン3世以来使われていたが、大公としてではなくツァーリとして戴冠するのはこれが初であった。生神女就寝大聖堂での戴冠式にはモノマフの帽子が使われ、東ローマ帝国との連続性が強調された。この戴冠式を思いついたのは、自らの権勢を見せつけたい母方の親族グリンスキー家だとされているが、実際の利益を得たのはイヴァン4世と教会であり、特に府主教マカリオスは自らが冠を掲げることで、ロシアにおいて教会が特別な地位にあることを印象づけた。
即位直後はグリンスキー家が勢力を伸ばして宮廷の最高位を占めたが、同年6月、モスクワ大火に伴う暴動によってグリンスキー家が失脚したため、イヴァン4世自身が親政を開始するに至った。戴冠式の1ヶ月後には、ザハーリン家（後のロマノフ家）のアナスタシア・ロマノヴナを妻に迎えている。

#### 親政開始
イヴァン4世は新興貴族出身のアレクセイ・アダシェフ (Адашев, Алексей Фёдорович) やシリヴェーストル司祭といった有能な顧問団による選抜会議（ラーダ）に助けられ、1549年頃から本格的な改革に着手した。行政面では、士族層の訴えに応じる嘆願局、中小貴族、聖職者、士族にも政治参加の機会を与えるゼムスキー・ソボル（全国会議）が創設された。これまでのロシアの統治は「ツァーリが命じ、貴族が決定する」方式であり、最上位には大貴族たちの貴族会議があったが、全国会議ではその制度と貴族たちの専横を批判し、集まった各階層の代表者に対しては、ツァーリがそれらの搾取から民衆を保護することを約束した。これは貴族たちに対抗し、聖職者、士族の協調を得て中央集権化する狙いがあった。そのため、これらの制度では特に軍や地方行政を担当する士族の利益に配慮されていた。
アダシェフはこの政府の中で指導的役割を果たし、シリヴェーストル司祭は精神的支柱として政府とツァーリの権威を支えた。また外務局、財務局などの機関が独立して設けられ、1550年には法治主義を浸透させるべく1550年法典が発布された。地方行政に関しても、腐敗の起きやすい代官制度に代えて、地方自治制度に移行させている。軍隊も改革対象となり、身分序列に基づく指揮系統には十分なメスを入れられなかったものの、ロシア初の常備軍であるストレリツィ（銃兵隊）が新設された。1556年には全ての領主貴族に兵役義務が課せられ、戦時の費用負担も所有地の規模に応じたものにしたため、大貴族の負担が増加した。またロシア正教会に対するツァーリ権力を強化しようと試み、1551年に教会会議を招集して、教会がツァーリの許可なく新たに領地を獲得できないと認めさせるところまでこぎ着けた。

#### モンゴル諸国の征服
東部方面においてカザン・ハン国征服は治世初期からの懸案で、正教会からもイスラームに対する聖戦として支持された。当初は傀儡を立てた間接統治を目指すが失敗し、1552年10月に10万を超える軍勢でカザンを攻めて陥落させた（カザン包囲戦）。この戦いでは国政改革を支えたアダシェフの他、同じくイヴァン4世にとって親友のアンドレイ・クルプスキー公が活躍した。カザンのハーン、ヤディゲル・マフメトは捕らえられて屈服し、1553年にモスクワで正教に改宗している。
イヴァン4世は、カザン・ハン国をこれまで滅ぼせなかった自らの罪に赦しを乞うため生神女庇護大聖堂を建立した。その大聖堂にイヴァン4世が畏敬する佯狂者ワシリイの墓地があったことから、現在では聖ワシリイ大聖堂と呼ばれている。しかし残存勢力の反乱は長引き（カザンの反乱）、1557年までアレクサンドル・ゴルバーチイ＝シュイスキーによる鎮圧は続いている。
1556年には、カスピ海の西北岸に位置するアストラハン・ハン国を併合。これによりヴォルガ川全域はロシアの支配下に置かれ、ロシアにとってヴォルガ川は「ロシアの母なる川」となる。また併合によってイスラム教徒のタタール人を領内に抱えることになり、イヴァン4世は多民族国家としての第一歩を踏み出したロシアのツァーリとなった。

#### 大病
1553年の春、イヴァン4世は生死に関わるほどの大病を患い、1歳にもならない長子ドミートリーを後継者に定めた。しかし貴族たちの一部はドミートリーへの宣誓を拒否し、また改革の協力者シリヴェーストル司祭も当初は宣誓を渋った。これは皇妃アナスタシアを通じて影響を持ち始めたザハーリン家を警戒し、代わって後継者にイヴァン4世の5歳下の従兄弟スターリツァ公ウラジーミルを望んでのものだった。結局、この後継者問題はイヴァン4世が快癒し、ツァーリそのものへの叛意を示した者がいなかったことから棚上げになる。しかし後継者を巡る宣誓拒否はイヴァン4世に権威を損ねられた印象を与え、また新興のザハーリン家と旧来の名門貴族との対立もこの時期から浮き彫りになっていた。
1553年5月、イヴァン4世は大病からの快癒を神に感謝し、家族と廷臣を随行員にしてベロオーゼロのキリル修道院へ巡礼の旅に出た。聖キリルを起源とするキリル修道院は現在のヴォログダ州北西部にあり、当時のロシアでは「セーヴェル（北）の森」と呼ばれる北端の地であった。特にキリル修道院周辺は追放を受けた貴族、聖職者の配流地とさえされていた。さらにこの時期はカザンの反乱が未だ続いていたことから側近の一部とモスクワ近郊の修道院はこれに反対した。しかしイヴァン4世にとってキリル修道院は母エレーナが自らを授かるため祈りを捧げた修道院であり、大病からの復活を遂げたイヴァン4世にとって「新しい生」を感謝するため巡礼を行わなければならなかった地だった。同年6月、皇帝一行はキリル修道院で祈祷を捧げた。しかしその帰路、船着場での事故によりイヴァン4世は皇太子ドミートリーを失う。生後8ヶ月の後継者の理不尽な死に信心深いイヴァン4世は苦悶し、その原因を後継者の宣誓を拒んだ貴族と側近たちに求めた。だが、この時期はイヴァン4世は自制して教会、貴族との協調路線を続け、従弟ウラジミール擁立の動きを見せた反ザハーリン派への処罰も取り巻きの貴族数人に留めている。1554年3月には皇妃アナスタシアが次男となるイヴァンを産み、宮廷は一応の平穏を取り戻した。

#### リヴォニア戦争
1553年8月末、イングランドから北極海航路で中国を目指したエドワード・ボナベリンジャー号が白海の通過を断念し、ロシア領の北ドヴィナ川の河口（現在のアルハンゲリスク州）に到着する。これにより航路が確立され、両国の関係が始まった。1555年、ロシアはイングランドと通商協定を結び、ヨーロッパとの本格的な交易が始まる。イヴァン4世はイングランド商人には関税撤廃、自由移動権、ツァーリの裁判以外の治外法権といった優遇を与え、毛織物、武器、弾薬、火薬の輸入に加え、医師や技術者を招聘した。白海のアルハンゲリスク経由によるイングランド・モスクワ会社との貿易は、1年のうち短期間しか通れない北極海航路であり、側近のアダシェフらの時期尚早を理由とした反対にもかかわらずイヴァン4世はバルト海への進出を急いた。1558年モスクワ国家はドイツ騎士団の残党が治めるテッラ・マリアナ（リヴォニア）を支配下におくため、リヴォニア戦争（1558年 - 1583年）を開始した。当初戦争は優位に進み、バルト海沿岸のナルヴァを獲得している。しかしロシア南方のクリミア・ハン国が不穏な動きを見せると、側近のアダシェフ、シリヴェーストル司祭の進言を受け入れてイヴァン4世はリヴォニアと半年間の休戦を結んで軍を退いた。イヴァン4世はクリミア・ハン国へ大軍を動員したが、休戦期間中にクリミア問題を軍事力で解決することはできなかった。さらにリヴォニアは休戦を利用して完全に戦力を立て直し、また領土分割を狙う近隣列強が休戦後に介入し、戦争再開後のモスクワ国家はリトアニア・ポーランド同君連合との戦争に入った。スウェーデンもナルヴァを獲得するために、1562年にフィンランド湾を海上封鎖した。これ以後、両国は慢性的な交戦状態に入る。さらにこの封鎖によって、デンマークやリューベックなどのハンザ同盟との紛争状態と化し、戦争は北欧全域に広がった（北方七年戦争）。
この戦争の拡大の中で、次第にイヴァン4世は側近たちへの信頼を失っていった。南進を主張するアダシェフの進言を真っ向から否定してクリミア・ハン国と和平条約を結ぶと、全軍を傾けてリヴォニア攻略に臨んだ。それでも司令官にはアダシェフとクルプスキーを任命し、両者も期待に応えてリヴォニア騎士団長の居城を含む多数の城塞を攻略した。またドイツ人の支配に対する反発からリヴォニア中で反乱が起こり、イヴァン4世の望むリヴォニア攻略はほぼ完成したかに思えた。しかし政治家でもあるアダシェフは、現在のリトアニア・ポーランド連合軍が実質的にリトアニアしか動いていないことを知っており、リヴォニアの陥落はモスクワの国力を上回るポーランドの本格介入を招くことを理解していた。そのため好機がありながらも戦線を停滞させてしまい、戦争は膠着状態に陥った。

#### アナスタシアの死
思うようにならない戦況への焦りと、側近たちへの不信感、さらに妻の実家ザハーリン家への反発を理由とする貴族たちの反対に、イヴァン4世は怒りを募らせていた。しかし最愛の妻アナスタシアは夫の気性をうまく宥め、憎悪を和らげた。彼女は13年間で6人の子をなし、早世したドミートリー以外にも2人の男児、次男イヴァンと三男フョードルをもうけていた。しかし1560年8月7日、イヴァン4世が30歳となった年にアナスタシアは死去した。前年から体調を崩しており、病死であったとされるが、イヴァン4世は妻の死にザハーリン家を敵視する勢力の関与を疑った。さらにリヴォニア戦争でのアダシェフの失態、シリヴェーストル司祭の南進策の誤りも、自分を陥れるための策謀であるとみなし、そのために2人がアナスタシアを毒殺したというモスクワの噂を信じた。マカリー府主教もこの頃は病に伏し、イヴァン4世が幼いころに見せた残忍な一面を咎められる人物は、もはや誰もいなくなっていた。
アナスタシアの死からまもなくして、顧問団のアダシェフは全領地を没収の上にリヴォニアのドルパート要塞に投獄され、2ヶ月後の1561年に謎の死を遂げた。シリヴェーストル司祭も同時期に孤島にあるソロヴェツキー修道院に永久追放とされた。選抜会議の中核をなした2人の追放は、従来の協調路線の破棄を意味した。名門貴族はザハーリン家と相変わらず激しく敵対していたが、この時期からイヴァン4世は明確にザハーリン家寄りの姿勢を示し始めている。
1562年、イヴァン4世は新しい土地法を制定した。それは貴族の権利であった世襲に制限を加える法律であり、貴族の領地を子供以外の兄弟親族が継承する場合はツァーリの許可を必要とし、また売却や交換の一切を禁じるものだった。さらに継承者が寡婦や娘の場合は補償と引き換えに土地は強制的にツァーリの所有となり、これは貴族同士の権限基盤への明確な攻撃であった。同年、イヴァン4世は北コーカサスのチェルケス人公女マリヤ・テムリュコヴナを妻に迎えるが、イヴァン4世は新しい妻にも、そしてこれ以降の妻にも親愛を示すことはなかった。1563年にはイヴァン4世が信頼する府主教マカリオスも死亡し、イヴァン4世にとって亡き妻の一族であるザハーリン家の重要性は増大していった。
一方で、1563年当初の対リトアニア・ポーランド戦線はうまく事が運んでいた。リヴォニアの権益を巡って対立した諸国の間隙をつき、イヴァン4世はスウェーデンと休戦し、デンマークとは同盟を締結した。これにより5万の動員を可能にしたロシア軍はリトアニアの重要な都市ポロツクを包囲し、イヴァン4世の親友にして軍司令のクルプスキー、名門貴族のレプニン公、カーシン公の活躍もあってこれを降伏させた。この勝利に乗じ、ポロツク駐屯軍とスモレンスクからの増援を合流させ、一気にリトアニアの首都を目指そうとした。しかしポロツク駐屯軍の行動はリトアニアに把握され、領内を行軍中に急襲を受けて壊滅した。スモレンスクからの増援もポロツクを放棄して撤退するしかなかった。
翌1564年にはウラ川の戦いでまたしてもリトアニア・ポーランドに大敗した。この続けての敗北はクリミア・ハン国に和平条約の破棄を決意させ、オスマン帝国の後援を受けてロシアへの侵入を再開する。この苦境を受け、モスクワ側の大貴族は、スウェーデンと7年の和平協定を結び、ポーランドとも休戦交渉に入った。しかしイヴァン4世はこれに納得せず、全国会議を招集して戦争継続を支持させ、交渉を打ち切らせた。またイヴァン4世は内通者の存在を疑っていた。特に高位の者に対しての猜疑心が強く、レプニン公、カーシン公といった戦功を上げた名門貴族が次々に処刑された。土地法と大敗、そしてイヴァン4世の猜疑心は名門貴族たちを絶望させ、この時期からリトアニアに亡命する貴族たちが続発する。さらに腹心中の腹心とされたクルプスキーもイヴァン4世の振る舞いから危険を察し、1564年にリトアニアに亡命した。

#### 退位宣言と非常大権
1564年12月3日、イヴァン4世は突然家族を連れてモスクワ郊外のアレクサンドロフに移り、退位を宣言した。直接的な理由は、多くの大貴族がリヴォニア戦争に反対し、クリミア・ハン国征服を要求してツァーリと対立していたためだった。また新土地法にもかかわらず大貴族たちは依然として領地に強い権力基盤を有し、個別には処罰ができても貴族、高位聖職者の勢力はツァーリと拮抗していた。イヴァン4世は士族からアレクセイ・バスマーノフとその子フョードル・バスマーノフを取り立て、「裏切り者」を厳しく摘発させた。しかしその強権的な振る舞いはさらなる反発を招き、特にバスマーノフが自らとの口論を理由に軍司令のオフチーニンを絞殺し、それにイヴァン4世が許可を与えたことによって最高潮に達した。根拠なき処刑を行うイヴァン4世への批判が一斉に起こり、大貴族たちだけでなく、政府の側近貴族、さらにマカリオスの後任者アファナーシー府主教からの「無用な血」に対する非難を招いた。彼らの行動はそれまでのイヴァン4世の政策への反動であり、その要求は統治前半の貴族、聖職者、大公の三者が協調して統治を行うトロイカ体制への回帰であった。だがイヴァン4世には受け入れがたく、また即位以来初めて行われた自分自身への弾劾に強い衝撃と強迫観念を受けていた。イヴァン4世のクレムリン脱出と退位宣言には、そういった政治的かつ心理的要因もあった。
イヴァン4世の隠棲は年が開けて1565年になっても続き、その期間が1ヶ月にも及ぶと皇帝に集中していた政治は麻痺していた。この事態に貴族・聖職者は困惑し、また何よりもモスクワの民衆は強い不安に苛まれた。民衆にとってツァーリは父であり、神に選ばれた存在であり、民衆の安全を守る軍司令官であり、貴族の横暴に対する守護者だと伝統的に信じられていたためだった。ザハーリン家以外が敵となっていたイヴァン4世は、この新しい自らの支援者たちに着目し、1月3日、2通の文書を府主教アファナーシーとモスクワの市民宛てに送りつけた。その内容は貴族の売国とそれに癒着する聖職者をなじり、今の自分に許された権限ではツァーリとして統治できないこと、そのために退位するしかないことを痛烈な批判を交えて訴えるものだった。また民衆に対しては深い愛情を示すとともに、欲深き貴族と腐敗した聖職者に苦しめられることでは同じ存在だと自らの境遇を嘆いてみせた。この手紙の内容が民衆の間に広まると、モスクワ市民は激怒して府主教や貴族の館を取り囲んだ。歴史家クリュチェフスキーはイヴァン4世を「16世紀最大のモスクワの雄弁家にして著述家」と評価しているが、この手紙はそれらの「作品」の中でもイヴァン4世が命を削って磨き上げた傑作とされている。そのため、手紙の内容が広がるにつれて民衆は続々と集結し、貴族・聖職者ともに止める手立てはすでに失われていた。結果、民衆の求めるがままイヴァン4世へ帝位復帰の請願状を届け、退位撤回の条件として「無制限の非常大権」を求められてもそれに応じるしかなかった。こうして念願の非常大権を手に入れたイヴァン4世だったが、強迫観念に襲われながらの生活は生来の猜疑心を育て、心身に強い悪影響を与えていた。クリュチェフスキーは「モスクワに戻ったツァーリは頬がやせこけ、髪と髭が抜け落ちて容貌は一変していた」「以前の人好きのする性格は失われ、人の顔を伺うようになった」という同時代の証言を紹介している。

### 統治(後期)

#### オプリーチニナ

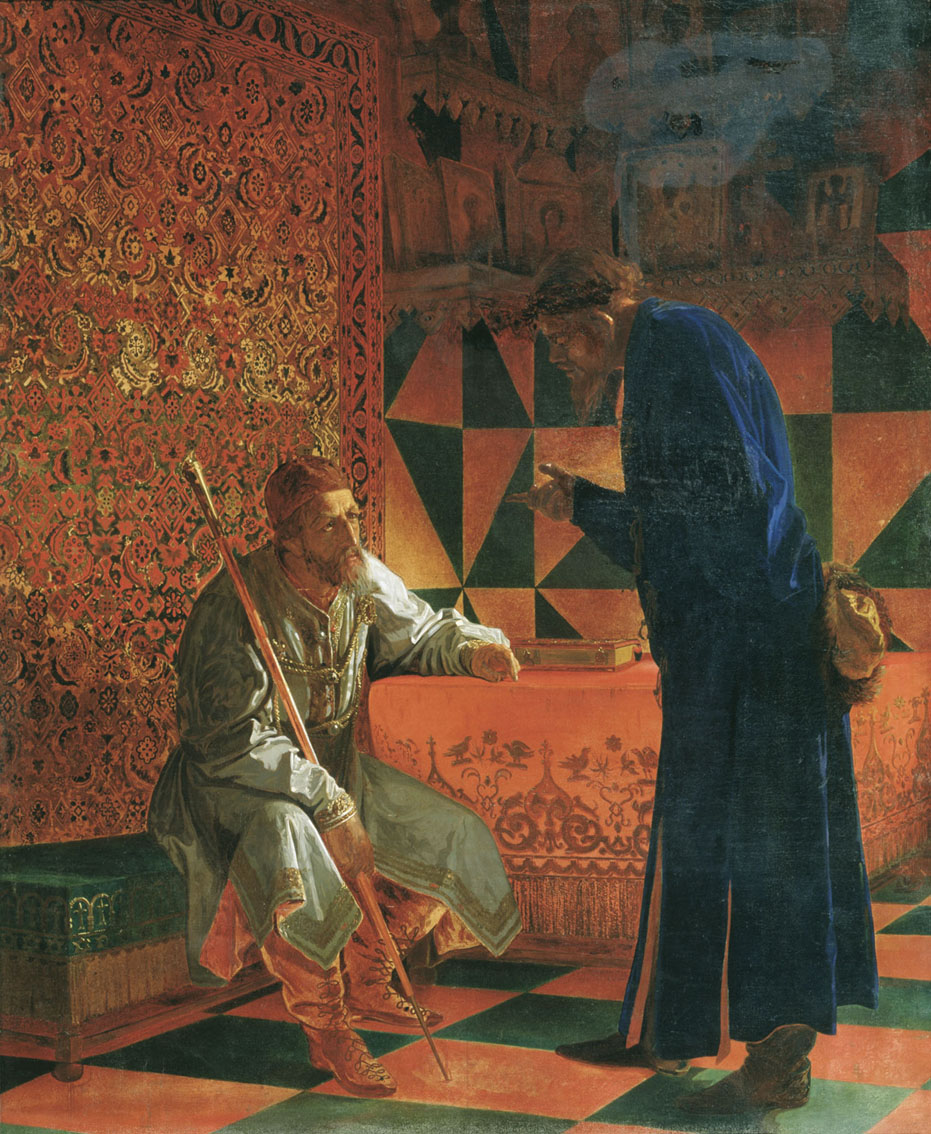
イヴァン4世とオプリーチニキの首領スクラートフ

1565年、大貴族の嘆願で復位に同意する際、反逆者を自由に処罰する権限をはじめとする非常大権を認めさせたイヴァン4世は、有名な恐怖政治を開始した。手始めに、クレムリンに帰還した当日に大貴族の中でも指導的役割を果たす名門貴族の当主を7名処刑した。続いて中央集権化を進めるため、オプリーチニナ制度の導入を宣言した。全国を直轄領（オプリーチニナ）とそれ以外の国土（ゼームシチナ）とに分け、直轄領を自ら選んだ領主オプリーチニキに統治させることにしたのである。オプリーチニナに存在していた土地所有者は代替となる土地をロシア辺境に与えられ、立ち退かなければならなかった。このため、ロシア国内はツァーリ派のオプリーチニキと、旧来の貴族たちのゼームシチナに二分される形になった。オプリーチニナ地域は独自の貴族会議・行政組織・軍隊が設けられ、ゼームシチナとは違う命令系統を持った。オプリーチニキは富裕層の財産を狙って多くの犠牲者を出し、またイヴァン4世の命令に従って、次々に要人らの粛清を実行した。主な標的としては、モスクワ府主教フィリップ、ノヴゴロド大主教ピーメンらの高位聖職者、ツァーリの従弟で有力なライバルであったスターリツァ公ウラジーミルなどがいる。全国会議はその制度の弊害と暴走するオプリーチニキを憂い、1566年には制度廃止の嘆願をイヴァン4世に提出するが、イヴァン4世は嘆願者全員を処刑してこれに応えた。

#### エリザベス1世への求婚

イングランド使節ジェローム・ホーセイを宝物部屋に招くイヴァン4世 （画アレクサンドル・リトフチェンコ）

1555年の通商開始以来、イングランドとの武器弾薬の交易は戦争の継続のため必要不可欠なものとなっていた。また外交的にもオスマン帝国、クリミア・ハン国、ポーランド・リトアニア同君連合と対立し、スウェーデン、デンマークには国交の悪化のたびに海上封鎖を受けることがしばしばあった。そのため、リヴォニアから奪ったナルヴァ港を利用したイングランドとの交易が生命線となっていた。イヴァン4世は便宜をはかり、イングランド商人にはあらゆる特権が与えられ、またロシアの産物がイングランドの需要を満たす水準でないために膨大な不均衡貿易を余儀なくされていた。代わりにイングランドは外交における「全ルーシのツァーリ」の称号をいち早く認めていた。
一方、イヴァン4世の敵は外国だけではなく、国内においても存在していた。親衛隊と化したオプリーチニキによって国内のあらゆる者を抹殺できる権限と手法を手にしたイヴァン4世だが、大貴族たちの勢力は依然として保たれており、ポーランド・リトアニアの誘いでしばしば不穏な動きをみせた。熱狂的にツァーリを支持した民衆も皇帝からの重税を課せられた上にオプリーチニキの略奪と殺戮を目の当たりにして皇帝への敬慕は次第に色を失いつつあった。殺害を続けるほどに生まれる内外の敵に、イヴァン4世は不信感を抱えて孤立する。イヴァン4世はこの現状から脱却すべく、イングランドとの同盟を切望した。
1567年、イヴァン4世はイングランドの使節を通じて相互亡命受け入れ条約と、エリザベス1世と自身との婚姻を申し入れた。だが、イヴァン4世の思惑と異なり、イングランドにとってそれは無意味な提案だった。相互亡命受け入れについてはイングランドが亡命先にロシアを選ぶ理由はなく、婚姻に関してはイヴァン4世はこの時点でマリヤ・テムリュコヴナと再婚していた。また例え離縁が成立しても、イングランドにとってエリザベス1世が結婚してまでも貧しく国際社会から孤立したロシアを重視する理由がどこにもなかった。結果、イングランドはこの提案を黙殺する。
しかし、イヴァン4世はこの提案を妥当だと思い込んでおり、返答をよこさないイングランドに激怒し、ナルヴァ港のイングランド独占契約の破棄を宣言した。ここにおいてイングランドもようやくイヴァン4世が本気であることを理解し、1568年にトマス・ランドルフを派遣して契約の順守を求めようとした。こうして使者が派遣されたもののイヴァン4世の怒りは静まらず、ランドルフを4ヶ月も軟禁して放置した上で、雪降り積もる中をクレムリン宮殿まで歩かせた。しかし交渉に入ると、それらの復讐は何の意味ももたらさなかった。ランドルフはロシアの実情を知り尽くしており、イングランドはナルヴァ港の独占利用を取り戻しただけではなく、ロシアが影響力を持つペルシャ地方との独占交渉権とロシア国内の鉄鉱の採掘権を手にし、ロシアは何一つランドルフに要求を通すことができなかった。
1569年には「ツァーリが亡命するならばイングランドは受け入れる」「共通の敵に対してのみ軍事行動を行う」と一方的に条件を変更したイングランドの親書が届き、イヴァン4世もイングランドが交易にしか関心がない事実を知るところとなった。このため、イヴァン4世は激情のままエリザベス1世に「汝の国は卑しい商人に支配されており、そなたはその中で何も知らない初心な生娘のままだ」と非難し、1570年にはイングランドとの交易禁止を宣言した。しかし露土戦争の最中であり、たちまちロシアの武器弾薬物資が欠乏する結果になり、ロシアはさらにイングランドへロシア全土での免税権、外国銀貨のロシアでの鋳造許可、ロープ工場の設置許可などの特権を与えなくてはならなくなった。この一連の外交の敗北は、イヴァン4世の暴挙にも唯々諾々として従ったオプリーチニナ政府の限界をも示すものだった。

#### 露土戦争
1568年にオスマン帝国のソコルル・メフメト・パシャがクリミア・ハン国を支援して露土戦争（1568年 - 1570年）が勃発。1569年7月1日、ルブリン合同でポーランドとリトアニアが連合体制に入ってポーランド・リトアニア共和国となり強大化、戦争はモスクワに不利な方向へ向かう。この戦争でロシアはトルコの失策によりかろうじて領土への浸透を免れたが、戦争が終結してもトルコ（オスマン帝国）・タタール（クリミア・ハン国）の脅威はなくならなかった。翌1571年にはクリミア・ハン国のデウレト・ギレイが軍勢を率い、後のロシア・クリミア戦争を引き起こした。
また9月1日、2人目の皇后であるマリヤ・テムリュコヴナが死去している。

#### ノヴゴロド虐殺
1570年には、イヴァン4世はノヴゴロドがプスコフとともにリトアニア側につこうとしていると思い込み、市の有力者とその家族全員に対する大虐殺を実行した（ノヴゴロド虐殺）。イヴァン4世はこの攻撃に1万5千のオプリーチニキ軍を編成し、オプリーチニナ宮殿から侵攻を開始した。その行軍の間にある村々は軍の移動を隠匿するために焼かれ、住民は虐殺された。
オプリーチニキ軍がノヴゴロドに到着したのは1570年の1月2日であり、通常であれば神現祭が開かれているはずだった。しかしノヴゴロドには少数の先遣隊が入り込み、町のいたるところが封鎖され、市民は家に閉じ込められていた。ノヴゴロド大主教ピーメンはイヴァン4世の誤解を解こうと出迎え、皇帝は大主教を裏切り者と罵り祝福を拒否したものの、聖ソフィア大聖堂での聖体礼儀は受け入れた。イヴァン4世は聖ソフィア大聖堂では何度も十字を切り、また上機嫌でピーメン大主教との会話も楽しんでいた。だが昼食会の最中、イヴァン4世が席を外すなりオプリーチニキが乱入し、臨席する市内の有力者たちへの捕縛と大聖堂に対する略奪が始まった。イコンを含むあらゆるものが剥がされ、捕虜とともに城外の野営地に運ばれた。同時に市内でもオプリーチニキは無法を尽くし、聖職者・有力者に留まらず、官吏や商人、その妻子に至るまで目についた市民は全て連行され、拷問によって裏切りの自白を引き出した後に殺害された。女性と子供は手足を縛って厳冬の湖に捨てられた。
ノヴゴロド市内で1月2日に始まった虐殺と略奪は2月に入ってようやく止むが、それは目的地が市外の修道院に移っただけであり、なおも一週間に渡って27箇所全ての修道院の略奪と、罪を自白する「裏切り者」への殺戮が続いた。それらが済んだ後、オプリーチニキ軍は再び市内に戻って、今度は一般市民全てを対象とした略奪を再開した。これにより息を潜めていた市民も数多くが殺害された。最終的にはこのノヴゴロド虐殺によって3万の人口のうち、名簿に残っているだけでも3千人近くの犠牲者が確認されている。またピーメン大主教を始め、その場で殺害されずにモスクワに連行後に殺された者は300名に及んだ。またノヴゴロドから徴発した穀物類は出発の前にすべて焼き払われ、生き残った市民は深刻な飢餓に苦しむことになった。
一方、ノヴゴロドとともに裏切り者とされたプスコフもノヴゴロドの次に略奪の被害を受けた。しかしプスコフでは殺害されたのはアンドレイ・クルプスキーと親しいペチョルスキー修道院長のコルニーリーを始めとする数名に留まった。それはプスコフにはイヴァン4世の畏敬する佯狂者ニコライが住んでいたためとされている。既存の教会などの権威に属さず、聖なる狂気を生きながらにしてあらわす佯狂者を、イヴァン4世はその独特の信仰心から畏れ敬っていた。こうして虐殺は起こらなかったものの略奪自体は避けられず、市民には強制労働と重課税が課せられた。
これらノヴゴロドとプスコフへの略奪は、皇帝親衛隊であるオプリーチニキを殺戮強盗集団の代名詞に変えた。すでに民衆が敬慕したツァーリはなく、ノヴゴロドから連行した裏切り者に対する拷問と、自白によって生まれた新たな300名の「共犯者」の存在は民衆を恐怖させた。彼らの公開処刑の当日、民衆はオプリーチニキを恐れて家に閉じこもり、イヴァン4世は自ら安全であることを保証して人々を処刑場に招かねばならなくなった。イヴァン4世は処刑場で口を閉じ、目を伏せる民衆の姿から「共犯者」300名のうち180名に恩赦を与えたが、もはやかつてのようにイヴァン4世を慈父と称える声はどこからも聞こえなくなっていた。

#### ロシア・クリミア戦争
1570年にはオスマン帝国と露土戦争の講和条約を結んだものの、1571年にクリミア・ハン国がリトアニアと同盟を結んで、ムラフスキー道を通ってロシア領に侵攻（ロシア・クリミア戦争）し、5月には首都モスクワを焼き払った（モスクワ大火 (1571年)）。ハーン、デヴレト1世ギレイの率いるクリミア・ハン軍に対し、当初はオプリーチニキの軍勢が防衛にあたっていたが、タタールの騎兵に翻弄された挙句に側面攻撃を受けて壊滅した。イヴァン4世はこの敗北を受け、モスクワ郊外のアレクサンドロフにあるオプリーチニナ宮殿に退避した。この非常事態により、モスクワ防衛は大貴族たちのゼムシチナ軍とはオプリーチニキ軍が合同で担うことになったが、騎兵を中心とするデヴレト1世ギレイは戦力の再配置を許さず、速攻でモスクワに侵入して徹底的な殺戮を行った。この略奪と放火でモスクワ市街は消失し、クリミア・ハン国は市民6万人の殺害を公表したが、同時代の記録には30万人、またイングランド人フレッチャーの見聞では80万人もの死亡が記録されている。
この首都の壊滅は、イヴァン4世の精神に深刻な打撃を与えた。同時に危機に何も成し得なかったオプリーチニナ制度の失敗に気付き始めていた。イヴァン4世はオプリーチニナ制度を導入してから初めてとなる全国会議を招集した。会議では貴族と聖職者の意見をまとめ、ゼムシチナ軍とはオプリーチニキ軍の指揮を一本化させた。有能な指揮官はイヴァン4世自身が追放、処刑してしまっていたが、その指揮は大貴族たちに委ねた。
1572年、ロシア軍はモロディの戦いでクリミア・ハン国に勝利した。タタール人の大規模なバルカン・ロシア侵入はこれ以降消滅する。同年、イヴァン4世は突然オプリーチニナの廃止を宣言し、オプリーチニナの幹部を多数処刑してその存在を抹消した。これにより、イヴァン4世は1565年から掌握している「非常大権」を手放すことになった。また同じ年、イヴァン4世はアンナ・コルトフスカヤと、2年前にノヴゴロド虐殺を行なったノヴゴロドを新婚旅行した。

#### 譲位と復位
1574年には再び大粛清が起きたが、イヴァン4世はその年末に再び突然退位を宣言して、チンギス・ハンの子孫の一人シメオン・ベクブラトヴィチにモスクワ大公の座を譲り、自らはモスクワ分領公を称した。1575年、ポーランドでステファン・バートリが即位すると、その隙を狙ってイヴァン4世は再びリヴォニアに侵入してその大半を占領し、スウェーデンとポーランドが持つ領土を奪った。1576年の年明けには、再びツァーリとして復位し、シメオンはトヴェリ公となって引退した。
この謎の退位事件は後世の歴史家の首を傾げさせている。モンゴル帝国研究者はチンギス統原理説を提唱しているが、ロシア史研究者の多くは「1575年にロシア君主が死ぬ」という占い師の進言を警戒した、あるいはポーランド王位を狙うための戦略だったなどの説を支持している。またイヴァン4世は退位後もしばしば「嘆願」の形でシメオンを通じて政策や処刑を実行したことから、非常大権を手放してしまったために全国会議の必要が生まれたことに辟易し、傀儡を立てて隠れ蓑に使おうとしたのではないかという意見もある。しかしいずれにせよ、明確な答えはいまだ見つかっていない。

#### 反ロシア同盟の逆襲
1580年、リヴォニア戦争が始まってから20年が経過し、ロシアの国力は戦費とオプリーチニナ制度、そして重税とイングランドとの不均衡貿易によって経済的に限界を迎えつつあった。また敵国は当初のリヴォニアだけではなく、スウェーデン、トルコの後援を受けたタタール人、そしてルブリン合同によって生まれたポーランド・リトアニア共和国となっており、それらは開戦当初よりも強大化していた。
イヴァン4世はそれらのうちポーランドと講和を結ぶことを考え、ナルヴァ港を除くリヴォニアの返還という譲歩を見せて交渉にあたった。しかしポーランド王ステファン・バートリはロシアの国情を踏まえ、例外なきリヴォニア全域の返還とノヴゴロド、プスコフの割譲、そして巨額の賠償金を求めた。イヴァン4世は激しく拒否したが両者の国力はすでに大きく差が開けられており、特に係争の都市ノヴゴロドは虐殺によって備えを著しく欠いていた。そのためイヴァン4世は和議の仲介をローマ教皇グレゴリウス13世に依頼する。イヴァン4世は教皇が対トルコ十字軍の結成を望んでいることを知っており、グレゴリウス13世は正教徒の依頼ながらも辣腕外交官アントニオ・ポセヴィーノをポーランドに派遣して両者の交渉を取り持った。その間、バートリはロシア国内に10万の軍を侵入させて都市をいくつか落としていたもののプスコフ攻略に失敗して進軍が停止していた。さらにかねてより反ロシア同盟を結んでいたスウェーデンがこれを好機としてバルト海から進出し、1581年にナルヴァを占領して漁夫の利を得つつあった。このためポーランド、ロシアともに交渉を進め、イヴァン4世は1582年にポーランドとヤム・ザポルスキの和約を締結した。この和約ではロシアはリヴォニアの返還、ポーランドは占領したロシア諸都市の返還を条件とし、スウェーデンが占領したナルヴァについては触れていない。また翌1583年にはスウェーデンとプリューサ条約（露: Плюсское перемирие、スウェーデン語: Stilleståndsfördrag vid Narva å och Plusa）を締結してリヴォニア戦争は終結したが、ロシアの国境線はリヴォニア戦争開始時まで後退し、バルト海交易ルートも失った。長い戦争はロシアの国力を大きく疲弊させ、重税や治世末年の飢饉に苦しむ逃亡農民が大量に発生して南部・東部に移り、一部はコサックに転じた。
1583年、53歳になったイヴァン4世がリヴォニア戦争で25年以上かけて得たものは周辺諸国からの敵意だけであり、最大の交易相手イングランドに対する依存はますます強まった。すでに領土問題を抱える周辺国との外交改善が望めないイヴァン4世は再びイングランドとの軍事同盟に活路を見出そうとしていた。イヴァン4世は1567年にエリザベス1世に求婚して消極的に拒否された経緯があったが、両国の同盟のためには血の結びつきが必要と考えた。そのためイヴァン4世は7人目の妻マリヤ・ナガヤと結婚していたにもかかわらず、イングランド王室に連なる女性との結婚を望んだ。この要望を受けたロシア使節は女王の一族のうち、その姪にあたるハンティンドン伯爵の末娘レディ・メアリー・ヘイスティングス（マーガレット・ポールの曾孫）を選び、結婚相手としてイングランドに打診する。当時、白海交易にフランス、オランダが参入の意欲をみせていたため、イングランドはただちに可否を返さなかった。イングランドは「メアリーが天然痘に罹患した」「航海に耐えられる体力が戻らない」等と回答を先延ばし、外交官が白海航路の独占を勝ち取ると、ついに結婚の交渉をうやむやにしてしまった。結局、ロシアがイングランド（イギリス）王室から皇妃を迎えるには、ロマノフ王朝最後の皇帝ニコライ2世を待たねばならなかった。

#### シベリア征服事業
1577年からストロガノフ家の援助でコサックの首領イェルマークがシビル・ハン国征服に乗り出し、イヴァン4世も1581年にはイェルマークにお墨付きを与えてシベリア征服事業を推進している。1582年にシビル・ハン国征服が完了した。
1555年に設立されていたイングランド・モスクワ会社と新たなシベリアの領土から穫れる黒テンの毛皮を交易する関係が深まり、ボリス・ゴドゥノフの時代にイングランドと同盟関係になり、ポーランドと険悪な関係となったスウェーデン（1592年に両国は合同国家となったが、1598年に分裂）とのロシア・スウェーデン戦争（1590年 - 1595年）に勝利してフィンランド湾深奥沿岸部を回復した。この毛皮貿易は、前述の逃亡農民を取り込んで東へさらに領土を拡張していく原動力となった（ロシアのシベリア征服）。フィンランド湾深奥部は、17世紀初頭の動乱時代に再びスウェーデンによって奪われ、完全にロシア領となる18世紀初頭までは、北東航路などを介して行われることとなった。

### 晩年

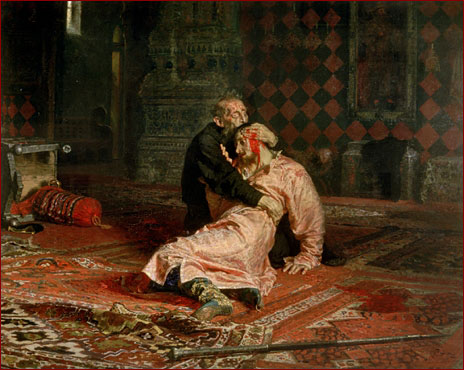
『イヴァン雷帝と皇子イヴァン』（イリヤ・レーピン画）

1581年、イヴァン4世は後継者であった次男イヴァンを誤殺してしまった。事の顛末は、まず息子の妻エレナ・シェレメチェヴァが妊娠中に正教徒が着るべき服を着ず、また部屋着一枚でいたことにイヴァン4世が激怒し、家長権にもとづいてエレナを殴打したところから始まる。幼少よりシリヴェーストル司祭から「家庭訓（ドモストロイ）」によって「家長権を行使するようにツァーリは国家に対して家長権を行使する」と教えこまれたほどに家長権は絶大であり、イヴァン4世は息子の妻を過去に2度選んでは気に食わず追放していた。息子にとって3人目の妻にあたるエレナもイヴァン4世が選んでいたが、これも次第に嫌って暴力を振るうようになっていた。息子のイヴァンは父の様子に気づくと、彼自身も家長権に服さなければならない立場だったが妻を殴打する父の様子は尋常ではなく、その手を抑えずにはいられなかった。しかし家長権の行使を止められたイヴァン4世は更に激昂し、我を失った。イヴァン4世はツァーリの象徴とされる錫杖で息子を殴打した。正気に戻った時にはエレナは震えて座り込み、イヴァンは耳を押さえてうめき声をあげていた。またそれを助け起こそうとする家臣ボリス・ゴドゥノフも額から出血しており、イヴァン4世はそれを見て自分が何をしたか理解したが、もはや取り返しがつかなかった。イヴァンは頭蓋骨を骨折しており、数日後に死亡した。妊娠中のエレナも殴打により流産し、自身も死亡した。
以後、イヴァン4世は息子を殺した罪の意識に苛まれ続ける晩年を送り、心身の衰えから統治も停滞した。生来の不眠症はますます悪化し、近習はドミトリーとイヴァンの名を呟きながら深夜に回廊を徘徊する皇帝を何度も目撃している。また皇太子の追悼祈禱（パニヒダ）にはロシア国内の修道院のみならず、コンスタンティノープル、エルサレム等の国外各地の修道院に依頼し多額の寄進を行った。1960年代初頭にソヴィエト連邦の人類学者ミハイル・ゲラシモフが、イヴァンの骨を調査した。その結果、イヴァンの脊椎に大量の塩類堆積物があることが明らかになった。晩年のイヴァンは、塩瘤によって激痛に苛まれ、歩くことも難しかったのである。
1584年、イヴァン4世は側近とチェスしている最中に失神し、3月18日に発作を起こして崩御した。代わって知的障害があり後継者には不適格と思われた三男フョードルが即位し、イヴァン4世の遺言で指名された摂政団に荒廃した国家の統治が委ねられた。

## 人物・逸話

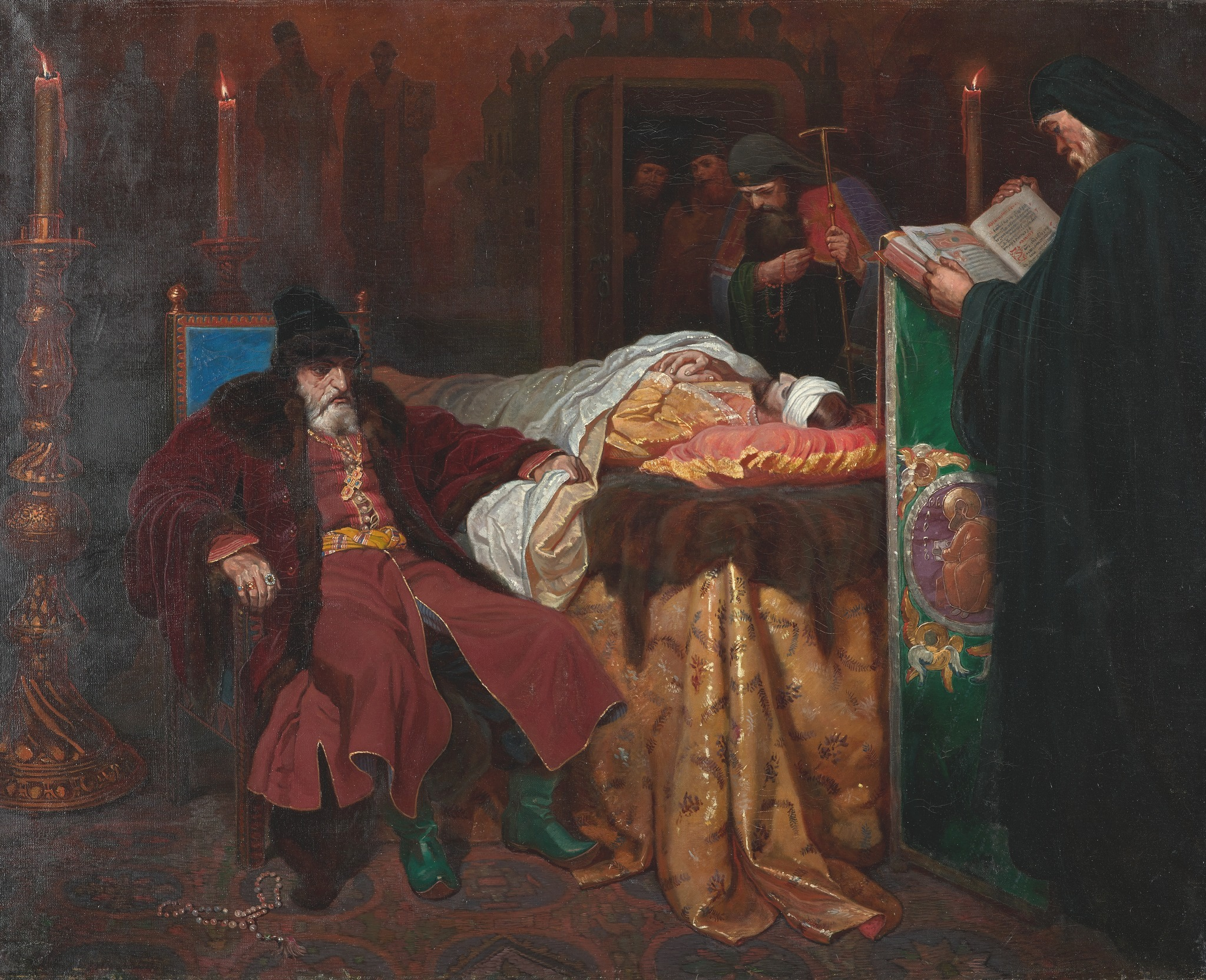
『自ら殺した息子の遺骸の傍に座るイヴァン4世』（ヴャチェスラフ・シュワルツ）画

### 「雷帝」
きわめて苛烈な性格であったため、ロシア史上最大の暴君と言われる。「雷帝」という渾名は彼の強力さと冷酷さを共に表すものである。ただし、ロシア語における渾名「グローズヌイ（Гро́зный）」は、本来「峻厳な」「恐怖を与える」、「脅すような」といった意味の形容詞で、この単語自体に雷の意味はない。元となった名詞に「雷雨」ないし「ひどく厳格な人」という意味の「グロザー（Гроза́）」があり、この単語との連関から畏怖を込めて雷帝と和訳されたといわれる。英語ではIvan the Terribleと呼ばれる。
- 少年時代のイヴァン4世はクレムリンの塔から犬や猫を突き落とす猟奇的な趣味があり、また貴族の子弟を引き連れてモスクワ市中で市民に乱暴狼藉を働いていたという伝説がある[13]。
- クルプスキー公によれば、1564年の初めに酒宴の席で酩酊して放浪芸人と共に踊りだしたイヴァン4世を大貴族レプニン公が諌めたが、イヴァン4世は彼に仮面をつけて踊りに加わるように命じ、拒絶されるとその夜のうちに彼を殺害させたという[83]。
- 苛烈である一方敬虔な面もあり、府主教マカリオスに師事して深い宗教的教養を身につけ、礼拝や巡礼を好んだという記録もある[84]。
- 1564年にリトアニアに政治亡命したクルプスキー公とは互いを非難する往復書簡を交わしており、この書簡は16世紀ロシアに関する重要史料として現存している。この書簡での論争の中で、イヴァン4世は神学的な教養を窺わせる内容を書き残しており、また幼少期に植え付けられた大貴族への恨みと嫌悪を表明している[85]。
- 1552年10月2日の生神女庇護祭の祭日、モスクワ軍がカザンを陥落させると、イヴァン4世はこの戦勝を記念してクレムリンの隣に生神女マリヤの庇護に捧げる大聖堂を建立した。この聖ワシリイ大聖堂（正式名称を生神女庇護大聖堂）は1560年に完成した、伝統的なロシア建築である（ただし、現在のあざやかな色彩と装飾は後代に付け加えられたものである[30]）。「イヴァン4世は聖堂の美しさに感動した余り、それ以上に美しいものを造らないようにと設計者の目を潰した」という伝説があるが、これは史実ではない。まだこの頃には、オプリーチニナに代表される恐怖政治は時期的に始まっていない[86]。
- 1565年にオプリーチニナを導入して以後、アレクサンドロフ離宮で常にオプリーチニキと起居を共にしていた[87]。
- この時期にイヴァン4世のもとを訪れた外国使節らの記録によれば、彼はオプリーチニキと共に修道院を模した共同生活を送り、黒衣をまとって早朝から長時間の祈祷や時課を行い、毎夜のように生神女マリヤのイコンに祈りを捧げ、好んで鐘つき役や聖歌隊長を勤めたという[88]。一方、午後には処刑や拷問が行われ、イヴァン4世自身もそれに加わるのが常だった。彼は拷問の様子を観察するのを好み、犠牲者の血がかかると興奮して叫びを上げたと記されている[89]。
- 1566年、イヴァン4世と教会は協同して西欧より印刷機を輸入し、ロシア初の印刷所が造られて最初の出版物『使徒行伝』が発行された[90]。これに先立ち1552年、ツァーリはデンマーク王クリスチャン3世に依頼し、印刷職人ミッセンハイムを招いた。彼が持参したマルティン・ルター訳のドイツ語聖書に対して、正教会の聖職者たちは異端の烙印を押した。シルヴェーストルらの主張によると、モスクワ、特にスターリツキイ分領公の宮廷に異端がはびこっていることが判明した。裁判が行われ、異端は呪詛され、破門された[91]。
- 夜には放縦な酒宴が開かれたが、イヴァン4世は不眠に悩まされており深夜まで寝付くことができず、しばしば夜伽師の物語に耳を傾けたり離宮内をひそかに徘徊していたという[92]。
- 晩年、イヴァン4世はオプリーチニキの殺戮の犠牲者たちの記録簿作成を命令し、遺言状の中で自らの行為を悔やむかのような言葉を残している[93]。
- 歴史家のヴァシリー・クリュチェフスキーはイヴァン4世を「16世紀最大のモスクワの雄弁家にして著述家」としている[50]。

## 皇妃たち

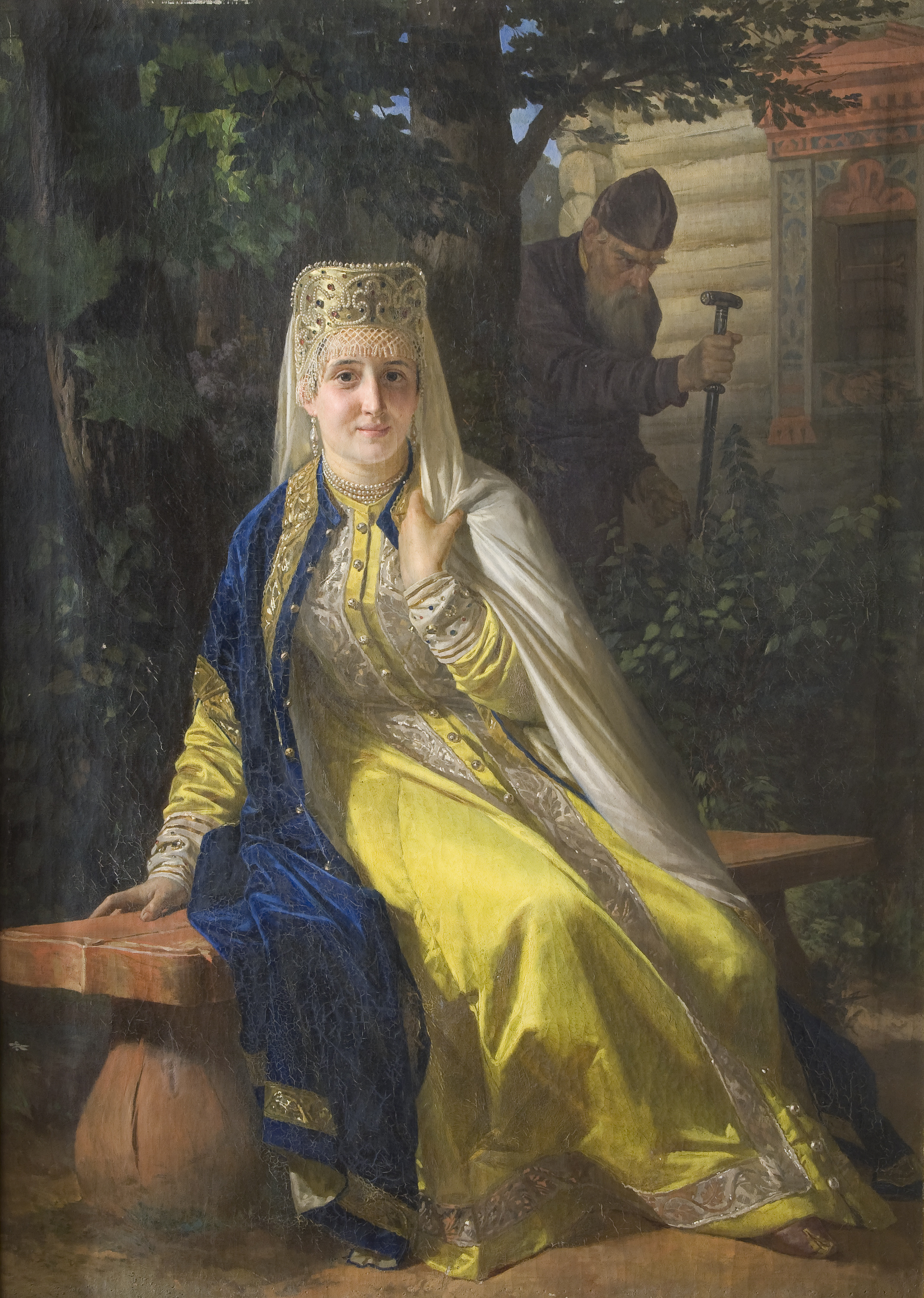
6番目の妻ヴァシリーサ・メレンティエヴァ

イヴァン4世は生涯に7回結婚した（一説には8回）。これは多くの妻を持ったことで有名なヘンリー8世の6回を上回る数である。
1. アナスタシヤ・ロマノヴナ・ザハーリナ（婚姻期間1547年 - 1560年 / 死別）
イヴァン4世との間に3男3女をもうけ、うち次男イヴァンと三男フョードル1世の2人が成人した。イヴァン4世が最も深く愛した妻だったと言われる。彼女との結婚は、ロマノフ家がのちにツァーリとなる道を開いた。
2. マリヤ・テムリュコヴナ（婚姻期間1561年 - 1569年 / 死別）
イスラームを信仰するチェルケス王族の娘で、受洗前の名はクチェニェイ。
イヴァン4世との間に四男ヴァシーリー（1563年3月21日 - 1563年5月3日）を儲けたが、生後1ヶ月で夭折した。
3. マルファ・ソバーキナ（婚姻期間1571年 / 死別）
ノヴゴロドの商人の娘。わずか結婚16日目に急死した。子女無し。
4. アンナ・コルトフスカヤ（婚姻期間1572年 - 1575年 / 離別）
正教会が禁じる4度目の結婚にあたったが、イヴァン4世は前妻との婚姻不成立を主張し、無理に合法化した。不妊を理由に修道院に入れられた。子女無し。
5. アンナ・ヴァシリチコヴァ（婚姻期間1575年 - 1577年 / 死別）
この結婚以降は教会法に抵触するため、教会は祝福を与えず私通と見なした。
6. ヴァシリーサ・メレンティエヴァ（婚姻期間1577年 - 1580年 / 離別）
リヴォニア戦争で夫を亡くした下級貴族の妻だった。不貞が明るみに出て、修道院に入れられた。子女無し。
7. マリヤ・ナガヤ（婚姻期間1580年 - 1584年 / 1608年没）
イヴァン4世の死の2年前に五男で末子となる皇子ドミトリーを産んだが、教会法では庶子と見なされた。ドミトリーは8歳で謎の死を遂げたが、動乱時代に皇子ドミトリーを騙る実力者が次々に現れると、マリヤは偽ドミトリー1世と偽ドミトリー2世を本物の息子と宣言し、彼らの庇護下に入った。

またイヴァン4世はイングランドとの友好に期待をかけ、1582年に妻のいる身でエリザベス1世にイングランドの王族との結婚を打診した。ロシア使節が白羽の矢を立てたのはハンティンドン伯爵の末娘レディ・メアリー・ヘイスティングス（マーガレット・ポールの曾孫）だったが、エリザベス女王はこの縁談を進めようとせず、翌1583年には破談とした。イヴァン4世はイングランドを貿易相手国としてだけでなく、失脚した時の亡命先にしようと考えていた。

## 関連作品

### ブィリーナ
ブィリーナ（民衆歌謡）では歴史上の人物も歌われた。
日本語書籍『ロシア歌物語ひろい読み』では、イヴァン4世の登場する歌のあらすじと、歌の一部が紹介されている。いずれも『キルシャ・ダニーロフの蒐集せるロシア古詩集』から訳出された。カザン征服、イヴァン4世の息子殺しなどが題材である。機転の利く勇敢なキャラクターが、短気で暴力的なイヴァン4世を制し、良い結末に持っていく物語となっている。

### ノンフィクション
- ドキュメンタリー『失われた世界の謎』 第30回『イワン雷帝のロシア』（ヒストリーチャンネル）

### フィクション

#### 文学
- 『 商人カラシーニコフの歌（ロシア語版）』　- ミハイル・レールモントフによる叙事詩、1837年。原題を翻訳すると、『皇帝イヴァン・ヴァシーリエヴィチ、若き親衛隊員と勇ましき商人カラーシニコフの歌』（ロシア語: ПЕСНЯ ПРО ЦАРЯ ИВАНА ВАСИЛЬЕВИЧА, МОЛОДОГО ОПРИЧНИКА И УДАЛОГО КУПЦА КАЛАШНИКОВА）　　　　日本語訳は筑摩書房　世界文學体系26 プーシキン レールモントフに収録。
- 『イヴァン雷帝』 - アンリ・トロワイヤの歴史小説。（中公文庫）
- 『白銀公爵』- アレクセイ・コンスタンチノヴィッチ・トルストイによる、イヴァン4世時代の貴族を主人公とする小説。主人公はイヴァン4世のアレクサンドル離宮を訪ね、オプリーチニキらに出会う。（岩波文庫）

#### 映画、音楽、舞台芸術
- 映画　『イワン雷帝』 - セルゲイ・エイゼンシュテインによるイヴァン4世の一生を描いた映画。1944年〜1946年
- バレエ　『イワン雷帝』 - セルゲイ・プロコフィエフの音楽にもとづいてユーリー・グリゴローヴィチが振り付けた全2幕のバレエ。
- 映画 『イヴァン・ヴァシーリエヴィチの転職』 - タイムトラベルもののコメディー映画。
- 『イヴァーン・ヴァシーリエヴィチ』 - 3幕のパロディー喜劇。
- 映画 『ツァーリ（皇帝）』　- パーヴェル・ルンギン監督。2009年。イヴァンと府主教フィリップの葛藤を描く。